# Bosnisch-herzegowinischer Fußball-Cup 2006/07
Der bosnisch-herzegowinische Fußballpokal 2006/07 (in der Landessprache Kup Bosne i Hercegovine) wurde zum 13. Mal ausgespielt. Sieger wurde der NK Široki Brijeg. Nach den Finalniederlagen in den letzten beiden Jahren setzte sich die Mannschaft diesmal gegen den FK Slavija Sarajevo durch.
In der 1. Runde fand nur ein Spiel statt, ab dem Achtelfinale gab es in jeder Runde je ein Hin- und Rückspiel. War ein Elfmeterschießen nötig, geschah dies ohne vorherige Verlängerung. Der Sieger nahm an der 1. Qualifikationsrunde im UEFA-Pokal 2007/08 teil.

## Teilnehmende Vereine aus den Landesverbänden
| Föderation Bosnien und Herzegowina (21) | Republika Srpska (11) |
| --- | --- |
| - HNK Branitelj Mostar - NK Bosna Visoko - NK Čelik Zenica - FK Goražde - NK Mrkaljević Čelić - NK Jedinstvo Bihać - NK Odžak 102 - HNK Orašje - NK Kreševo-Stanić - NK Posušje - NK Široki Brijeg - FK Sarajevo - FK Sloboda Tuzla - NK Sloga Bosanska Otoka - HNK Tomislav Tomislavgrad - NK TOŠK Tešanj - FK Velež Mostar - NK Zvijezda Gradačac - HNK Zrinjski Mostar - FK Željezničar Sarajevo - NK Limorad Žepče | - BSK Nektar Banja Luka - FK Borac Banja Luka - FK Drina Zvornik - FK Famos Vojkovići - FK Kozara Gradiška - FK Leotar Trebinje - FK Ljubić Prnjavor - FK Modriča Maksima - FK Radnik Bijeljina - FK Rudar Prijedor - FK Slavija Sarajevo |

## 1. Runde
Die Spiele fanden am 20. und 21. September 2006 statt.
|                      | Ergebnis        |                           |
| -------------------- | --------------- | ------------------------- |
| NK Široki Brijeg     | 4:0             | NK Limorad Žepče          |
| NK Čelik Zenica      | 2:1             | NK Jedinstvo Bihać        |
| FK Radnik Bijeljina  | 1:3             | NK Posušje                |
| FK Borac Banja Luka  | 3:2             | HNK Zrinjski Mostar       |
| FK Leotar Trebinje   | 5:0             | FK Sloboda Tuzla          |
| FK Velež Mostar      | w. o.           | FK Rudar Prijedor         |
| FK Slavija Sarajevo  | 3:1             | NK TOŠK Tešanj            |
| FK Kozara Gradiška   | 0:2             | FK Željezničar Sarajevo   |
| FK Drina Zvornik     | 1:2             | FK Sarajevo               |
| FK Modriča Maksima   | 2:0             | HNK Tomislav Tomislavgrad |
| NK Zvijezda Gradačac | 10:00           | NK Sloga Bosanska Otoka   |
| HNK Orašje           | 4:1             | NK Odžak 102              |
| HNK Branitelj Mostar | 2:5             | BSK Nektar Banja Luka     |
| FK Goražde           | 2:2 (6:5 i. E.) | NK Kreševo-Stanić         |
| NK Mrkaljević Čelić  | 3:0             | NK Bosna Visoko           |
| FK Famos Vojkovići   | 1:1 (5:6 i. E.) | FK Ljubić Prnjavor        |

## Achtelfinale
Die Hinspiele fanden am 17. und 18. Oktober 2006 statt, die Rückspiele am 25. Oktober 2006.
|                         | Gesamt    |                      | Hinspiel | Rückspiel |
| ----------------------- | --------- | -------------------- | -------- | --------- |
| FK Modriča Maksima      | 5:2       | FK Leotar Trebinje   | 2:0      | 3:2       |
| NK Posušje              | 3:6       | FK Sarajevo          | 3:3      | 0:3       |
| FK Velež Mostar         | 2:3       | NK Široki Brijeg     | 2:2      | 0:1       |
| FK Slavija Sarajevo     | 5:1       | HNK Orašje           | 3:0      | 2:1       |
| FK Željezničar Sarajevo | (a)2:2(a) | NK Zvijezda Gradačac | 1:0      | 1:2       |
| BSK Nektar Banja Luka   | 1:3       | FK Borac Banja Luka  | 0:2      | 1:1       |
| FK Ljubić Prnjavor      | 1:2       | NK Čelik Zenica      | 1:0      | 0:2       |
| FK Goražde              | 2:4       | NK Mrkaljević Čelić  | 2:1      | 00:3 1    |

## Viertelfinale
Die Hinspiele fanden am 8. und 15. November 2006 statt, die Rückspiele am 22. November 2006.
|                         | Gesamt          |                     | Hinspiel | Rückspiel |
| ----------------------- | --------------- | ------------------- | -------- | --------- |
| FK Željezničar Sarajevo | 2:3             | FK Sarajevo         | 0:0      | 2:3       |
| NK Čelik Zenica         | 3:0             | FK Borac Banja Luka | 2:0      | 1:0       |
| NK Široki Brijeg        | 2:2 (5:3 i. E.) | FK Modriča Maksima  | 2:0      | 0:2       |
| FK Slavija Sarajevo     | 5:3             | NK Mrkaljević Čelić | 4:0      | 1:3       |

## Halbfinale
Die Hinspiele fanden am 11. April 2007 statt, die Rückspiele am 25. April 2007.
|                 | Gesamt          |                     | Hinspiel | Rückspiel |
| --------------- | --------------- | ------------------- | -------- | --------- |
| FK Sarajevo     | 2:3             | FK Slavija Sarajevo | 1:1      | 1:2       |
| NK Čelik Zenica | 2:2 (4:5 i. E.) | NK Široki Brijeg    | 2:0      | 0:2       |

## Finale

### Hinspiel
| Paarung             | NK Široki Brijeg – FK Slavija Sarajevo |
| Ergebnis            | 1:1 (0:0) |
| Datum               | 9. Mai 2007 um 17:00 Uhr |
| Stadion             | Pecara-Stadion, Široki Brijeg |
| Zuschauer           | 1.500 |
| Schiedsrichter      | Jovo Radić |
| Tore                | 0:1 Goran Simić (5.) 1:1 Celson Ricardo Borges de Jesus (23.) |
| NK Široki Brijeg    | Vladimir Vasilj – Branimir Anić (79. Marko Kovačić), Patrik Doqi, Josip Topić – Dalibor Šilić, Ronielle Faria Gomes – Wagner Santos Lago, Josip Papić (68. Danijel Kožul), Mislav Karoglan (84. Danijel Krivić), Celson Ricardo Borges de Jesus – Domagoj Abramović Cheftrainer: Ivica Kalinić |
| FK Slavija Sarajevo | Ratko Dujković – Dragan Bjelica, Bojan Regoje, Ivan Stanković – Zoran Belošević, Milan Muminović – Vlastimir Jovanović, Goran Simić, Sretko Vuksanović (86. Zoran Cilinšek), Darko Spalević (80. Aleksandar Đorđević) – Zoran Kokot (77. Srđan Stanić) Cheftrainer: Milomir Odović             |
| Gelbe Karten        | Josip Papić, Dalibor Šilić – Zoran Cilinšek |

### Rückspiel
| Paarung             | FK Slavija Sarajevo – NK Široki Brijeg |
| Ergebnis            | 0:1 (0:0) |
| Datum               | 26. Mai 2007 um 17:00 Uhr |
| Stadion             | SRC Slavija, Sarajevo |
| Zuschauer           | 2.000 |
| Schiedsrichter      | Mirko Buljan |
| Tore                | 0:1 Marko Kovačić (68.) |
| FK Slavija Sarajevo | Ratko Dujković – Bojan Regoje, Vlastimir Jovanović, Goran Simić (81. Vladimir Marić) – Darko Spalević, Zoran Belošević – Zoran Kokot (78. Aleksandar Đorđević), Sretko Vuksanović, Ivan Stanković, Milan Muminović – Aleksandar Kosori (74. Zoran Cilinšek) Cheftrainer: Milomir Odović        |
| NK Široki Brijeg    | Vladimir Vasilj – Branimir Anić, Marko Kovačić, Josip Topić – Danijel Krivić (65. Celson Ricardo Borges de Jesus), Ronielle Faria Gomes – Josip Papić (89. Ivan Bubalo), Wagner Santos Lago, Dalibor Šilić, Mislav Karoglan (84. Ivica Landeka) – Domagoj Abramović Cheftrainer: Ivica Kalinić |
| Gelbe Karten        | Darko Spalević, Ivan Stanković, Milan Muminović, Sretko Vuksanović – Dalibor Šilić, Danijel Krivić, Josip Topić, Ronielle Faria Gomes, Ivan Bubalo |
| Platzverweise       | Ratko Dujković (81.) – keine |